# Memmingen

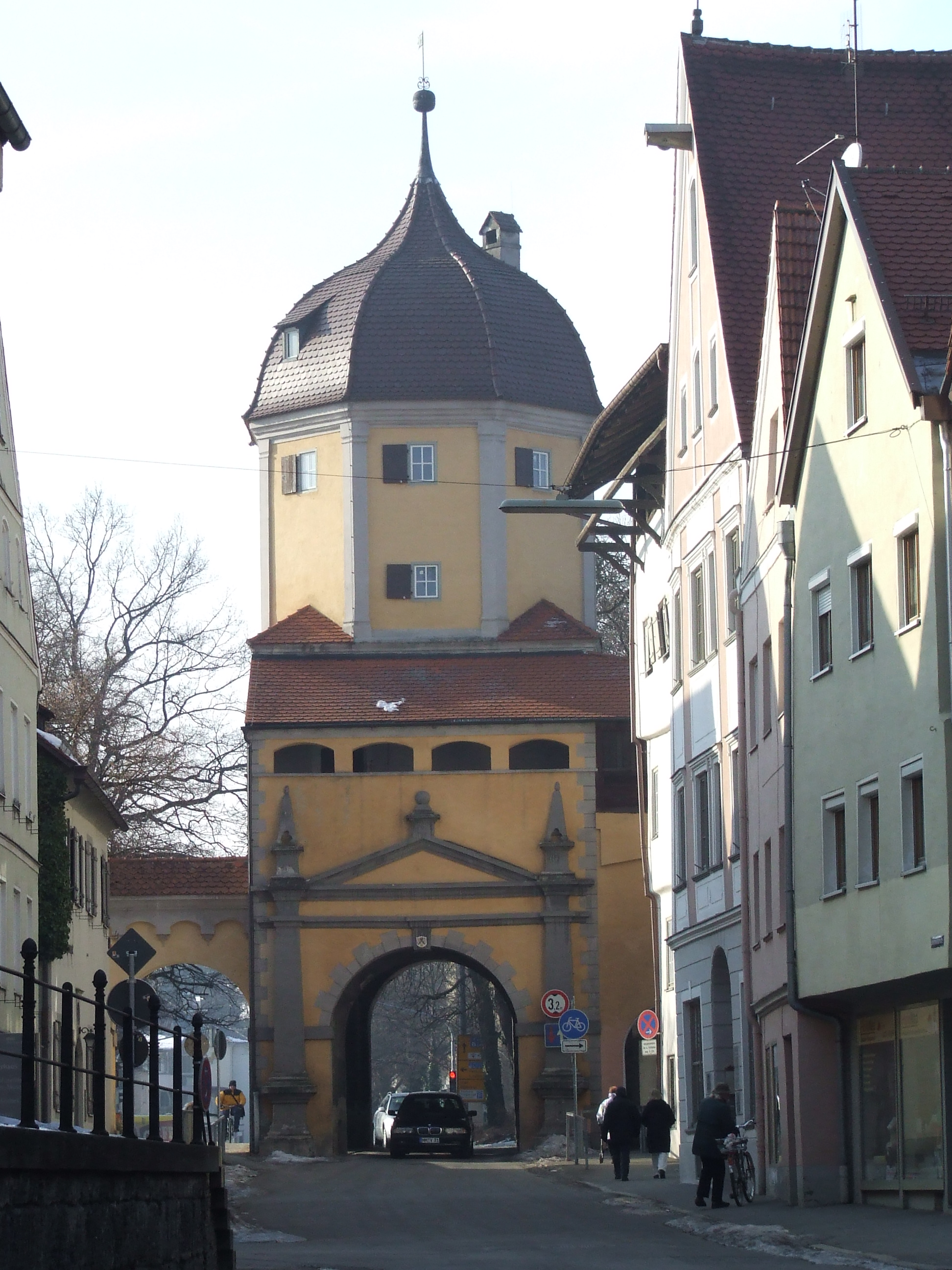
Westertor

Memmingen (in svevo Memmenge) è una città extracircondariale tedesca di 46 178 abitanti, situata nel distretto governativo della Svevia in Baviera, al confine col Land del Baden-Württemberg.
È il principale centro commerciale, scolastico ed amministrativo della regione del Danubio - Iller. Appartenente alla Svevia superiore, con circa 40 000 abitanti, è la quinta città più grande nel distretto governativo. Il territorio della città confina ad ovest con l'Iller, che segna il confine con il Baden-Württemberg, ed è circondato a nord, est e sud dal circondario della Bassa Algovia. Per i buoni collegamenti stradali, ferroviari ed aerei, Memmingen è il principale snodo delle comunicazioni della Svevia superiore, della Media Svevia e dell'Algovia.
Le origini della città risalgono al periodo romano. La parte antica, con le sue numerose piazze e case patrizie, i borghi, i palazzi e la fortificazione, è tra le meglio conservate della Germania meridionale.
Per la succitata vicinanza con l'Algovia, la città è denominata anche "Porta dell'Algovia". Lo slogan della città è "Memmingen, città con prospettive". In tempi più recenti, viene anche chiamata "Città dei Diritti dell'Uomo", in riferimento ai Dodici Articoli, ed il "Premio della Libertà 1525", istituito nel 2000 nel 475º anniversario dei Dodici Articoli. Ogni quattro anni, ai giochi della festa di Wallenstein, che ricorda l'entrata in città di Albrecht von Wallenstein nel 1630, la città viene denominata anche "Memmingen di Wallenstein".

## Storia
Centro militare di origine romana, fu conosciuta come "Cassiliacum" finché divenne centro degli Alemanni e successivamente corte reale dei Franchi. Fu importante snodo commerciale per i traffici con la Boemia, la Baviera e l'Austria, essendo posta su un'importante via del sale e sulle direttrici commerciali cisalpine della Svizzera e dell'Italia. Divenuta città nel 1158, dal 1286 si vide riconosciuto lo statuto di città libera dell'Impero entrando nella lega sveva. Il suo potere politico si estendeva anche sui villaggi di Erkheim, Lauben e Dankelsried, i cosiddetti Liberi villaggi imperiali. Nel corso del XVI secolo aderì alla fede protestante evangelica accettando la Confessione di Augusta. Fu occupata più volte dagli eserciti durante la Guerra dei Trent'anni, e il generale imperiale Wallenstein ne fece il proprio quartier generale. Alla fine del XVIII secolo la cittadina raggiunse i 9 000 abitanti, impegnati nelle attività del tabacco, lana, cotone, pellame e ferro. Entrata nel banco svevo del Collegio delle Città imperiali, ebbe voto al Reichstag fino alla sua mediatizzazione del 1802 quando passò alla Baviera.
Nel 1802, a seguito delle guerre Napoleoniche, Memmingen entrò a far parte del Regno di Baviera.
Dopo la Seconda guerra mondiale, durante la quale la città fu gravemente danneggiata dai bombardamenti degli Alleati, Memmingen ha conosciuto un notevole sviluppo economico e gode oggi di un elevato livello di benessere.

## Amministrazione

### Gemellaggi
- Černihiv
- Glendale, dal 1976
- Teramo, dal 1986 (gemellaggio sia con la città, che con la provincia)
- Auch, dal 1990
- Eisleben, dal 1990

## Racconti e leggende
Il più famoso racconto della città narra della luna di Memmingen, da cui deriva il nomignolo della città di Memmingen, come "città della Luna" :
«Una volta, una coppia di Memmingen del Leone d'oro, stava tornando verso casa, durante una chiara notte di luna piena. Improvvisamente i due videro la luna, chiamata localmente Mau, invece di Mond, specchiarsi in un grosso tino situato sotto le grondaie dei tetti, utilizzati con lo scopo di spegnere eventuali incendi. Ad uno dei due venne all'improvviso l'idea geniale di pescarvi proprio la luna, affinché la città potesse avere a disposizione la sua luce in qualsiasi momento. Il pescatore di città fu ad un certo punto colto sul fatto mentre si avvicinava rapidamente, con reti di ogni sorta ed il suo garzone, mentre stava iniziando la sua opera. Dalle finestre tutt'intorno, i cittadini guardavano trasaliti che cosa stesse accadendo là fuori, e di persona uscirono dai vicoli vicini come vagabondi, ma...» Con ciò, la storia termina qui.
Un altro aneddoto viene volentieri raccontato ancora sulla luna, per descrivere la storia di una provincialotta ignorante della fine del XVIII secolo:
«Un giorno una giovane ragazza andò a Lindau. Quando vide la sera tardi splendere la luna, esclamò: "Ma va'? La luna di Memmingen illumina anche Lindau?"»
Una storia relativamente nuova esiste dal tempo del primo atterraggio sulla luna:
«Dopo il primo atterraggio sulla luna, coronato da successo, con fare semischerzoso, il borgomastro (sindaco) di allora inviò una lettera alla NASA, in cui trovava da ridire sul fatto che si sarebbe dovuto chiedere prima, e con calma, agli abitanti di Memmingen, se si potesse passeggiare sulla loro luna. La NASA rispose prontamente con la richiesta di un permesso postumo (a sanatoria). Fu promessa una roccia lunare, che però fino ad oggi non è arrivata».
Non vi è alcuna leggenda invece sul cratere lunare Walther, che fu denominato così dall'astronomo Bernhard Walther, morto nel 1430 circa a Memmingen. La leggenda dello Specchio Svevo, una delle sette sveve, ebbe origine a Memmingen. A questo puliva il suo naso con una manica tanto lunga, fino a derivarne una liscia superficie riflettente.

## Infrastrutture e trasporti
Memmingen è servita dall'Aeroporto di Memmingen, situato a 3,8 km dalla città.

## Curiosità
Memmingen è anche il titolo di un brano strumentale dei Blackmore's Night, contenuto nell'album Shadow Of The Moon.